# 中乃空
中乃 空（なかの そら、11月19日 - ）は、日本の漫画家、イラストレーター。男性。神奈川県在住。血液型はB型。

## 経歴・特徴
『COMICポプリクラブ』（マックス）2005年12月号に「僕のおねえちゃん」で現役大学生作家としてデビュー。その後、3年半ほどゲーム会社にグラフィッカーとして勤務、現在はフリーで『COMIC失楽天』（ワニマガジン社）に作品を発表している。丸顔の、かわいらしい童顔の女性を描く傾向にある。
2021年9月からWEBコミック『ガンマぷらす』（竹書房）で著者の成年向け同人誌を一般向け商業作品化した『ちょっとだけ愛が重いダークエルフが異世界から追いかけてきた』の連載を開始する。2025年にはテレビアニメ化される予定。

## 作品リスト

### 漫画作品
成人向け
- 僕のおねえちゃん（『COMICポプリクラブ』2005年12月号） - 単行本未収録。
- 保健室スクランブル！（『COMICポプリクラブ』2006年3月号） - 単行本未収録。
- Sexy Crush!!（『COMICポプリクラブ』2006年6月号） - 単行本未収録。
- メイドさん直球!!（『COMICポプリクラブ』2007年3月号） - 単行本未収録。
- スミレさんの妻みぐい（『COMICペンギンクラブ』 2008年5月号） - 単行本未収録。
- あったか♥看護♥（『COMIC失楽天』2013年11月号） - 『恋ささやいて…』に収録。
- みてほしいの！（『COMIC失楽天』2014年2月号） - 単行本未収録。
- ココロノアリカ（『COMIC失楽天』2014年4月号） - 『向日葵カノジョ』に収録。
- おしえてあげる！（『COMIC失楽天』2014年6月号） - 『恋ささやいて…』に収録。
- カイデカンジテ（『COMIC失楽天』2014年8月号） - 『恋ささやいて…』に収録。
- ココロウバワレ（『COMIC失楽天』2014年9月号） - 単行本未収録。
- ぷりてぃうーまん（『COMIC失楽天』2014年12月号） - 『恋ささやいて…』に収録。
- だぶる×すぃ〜つ（『COMIC失楽天』2015年3月号） - 『恋ささやいて…』に収録。
- クロユリの花（『COMIC失楽天』2015年5月号） - 『恋ささやいて…』に収録。
- Natural Smile…?（『COMIC失楽天』2015年7月号） - 『恋ささやいて…』に収録。
- らぶ×だく（『COMIC失楽天』2015年10月号） - 『恋ささやいて…』に収録。
- お嬢様お願いします！（『COMIC失楽天』2016年1月号） - 単行本未収録。
- ホントのカタチ（『COMIC失楽天』2016年3月号） - 『恋ささやいて…』に収録。
- キミのコトバで…（『COMIC失楽天』2016年5月号） - 『恋ささやいて…』に収録。
- いたずら?アプローチ!!（『COMIC失楽天』2016年7月号） - 『恋ささやいて…』に収録。
- ゆる×ゆるさま～（『COMIC失楽天』2016年10月号） - 『恋ささやいて…』に収録。
- クロユリの蜜（『COMIC失楽天』2016年12月号） - 単行本未収録。
- ゆる×ゆるさま～ アフター（単行本描き下ろし、2016年） - 『恋ささやいて…』に収録。
- ホントのカタチ アフター（単行本描き下ろし、2016年） - 『恋ささやいて…』に収録。
- はんなり絆されて♡（『COMIC失楽天』2017年4月号） - 『向日葵カノジョ』に収録。
- Call me M…?（『COMIC失楽天』2017年6月号） - 『向日葵カノジョ』に収録。
- 筆おろして－おーがく!!（『COMIC失楽天』2017年8月号） - 『向日葵カノジョ』に収録。
- 小麦色すぷらいと!!（『COMIC失楽天』2017年12月号） - 『向日葵カノジョ』に収録。
- ノンストップ!!フォーチュンテラー（『COMIC失楽天』2018年3月号） - 『向日葵カノジョ』に収録。
- カガリちゃんが見てる（『COMIC失楽天』2018年5月号） - 『向日葵カノジョ』に収録。
- 白雪嬢のチアリーディング（『COMIC失楽天』2018年8月号） - 『向日葵カノジョ』に収録。
- 白雪嬢のご奉仕レッスン（『COMIC失楽天』2018年10月号） - 『向日葵カノジョ』に収録。
- Pan! Pan! Pump!!（『COMIC失楽天』2018年12月号） - 『向日葵カノジョ』に収録。
- 小麦色ないと!! （『COMIC失楽天』2019年2月号） - 単行本未収録。
- もっとはんなり絆されて♡（単行本描き下ろし、2019年） - 『向日葵カノジョ』に収録。

一般向け
- ちょっとだけ愛が重いダークエルフが異世界から追いかけてきた（『WEBコミックガンマぷらす』2021年9月17日 - 連載中）

### 書籍
成人向け
- 『恋ささやいて…』、ワニマガジン社〈ワニマガジンコミックススペシャル〉、2016年11月30日発売、ISBN 978-4-86269-619-9
- 『向日葵カノジョ』、ワニマガジン社〈ワニマガジンコミックススペシャル〉、2019年1月31日発売、ISBN 978-4-86269-462-1

一般向け
- 『ちょっとだけ愛が重いダークエルフが異世界から追いかけてきた』、竹書房〈バンブーコミックス〉2022年 - 、既刊4巻（2025年3月6日現在）

### ゲーム
ゲーム原画
- 犯ワレルココロ 隷属調教（TAIL SKID、2008年）
- あまあねプリンセス・イリーナと南国王宮子作り ～私の子宮で全部受け止めてあげる♪貴方の赤ちゃんが欲しいの～（Norn、2009年10月）
- ツンあねプリンセス・エミリアと南国王宮子作り ～中出しなんて生意気よ! 赤ちゃん出来るまで許さないんだからね!～（Norn、2009年11月）
- 素直クールプリンセス・サヤカと南国王宮子作り ～抜いちゃヤだ…赤ちゃん出来るまで子宮に出して欲しい～（Norn、2009年11月）
- BALDR SKY Core Defender（戯画、2009年12月）
- 撫子乱舞（WHITE CYC、2010年5月）
- 聖乳の巫女お姉ちゃん瑠璃 ～癒しの母乳で中出し生活～（Norn、2010年7月）
- 軍人少女の子作り任務 ～ハレンチな!…う、上官命令なら…貴方の精子で子宮を撃ち抜いてください!～（Norn、2010年9月）
- 精霊リムのラブイチャ中出し恩返し ～おっぱい揉んで魔力チャージ♪エッチな願い叶えます!～（Norn、2010年12月）
- ヤンデレな彼女に死ぬほど尽くされる ～受精させて？ 貴方の精子独り占めにして誰にも渡さない～（Norn、2011年）
- 獄淫の尖塔（BLACK Cyc、2011年5月）
- ぽちとご主人様（SkyFish poco、2011年8月）
- ベロちゅー！ ～コスプレメイドをエロメロしちゃう魔法の舌戯～（シルキーズ、2012年）
- ヤンデレな姉妹に四六時中愛し尽くされる ～妊娠するのは私！ 貴方の遺伝子を子宮で育みたいの！～（Norn、2012年）
- 歪んだ恋愛模様（Waffle、2013年）

### その他
ライトノベルのイラスト
- 姫騎士征服戦争(富士見ファンタジア文庫、2014年12月25日) - イラスト